# 함경남도 (대한민국)
함경남도(咸鏡南道)는 한반도의 북동부에 위치한 명목상 대한민국의 도(道)이다. 현재 조선민주주의인민공화국이 실효 지배되는 영토로, 대한민국이 실효 지배하는 구역은 없으나, 1950년 한국 전쟁 당시에 일시적으로 대한민국이 일부 지역을 점령한 적이 있었다. 또한 명목상 함경남도가 관할하는 구역에는 중화인민공화국의 실효 지배하에 있는 백두산 천지 북안을 포함한다. 명목상 대한민국 행정자치부 소속의 이북5도위원회가 이 지역을 관할하고 있다.
북쪽으로는 함경북도와 도계를 이루며, 한편 남동쪽과 동쪽으로는 동해와 접한다. 인접한 도(道)는 서쪽으로는 평안북도와 평안남도, 남서쪽으로는 황해도, 남쪽으로는 강원도, 북동쪽으로는 함경북도와 접한다. 2008년 현재, 조선민주주의인민공화국의 행정 구역상에서의 김형직군·대홍단군·삼지연군·백암군을 제외한 량강도와 자강도 랑림군, 강원도 천내군·문천시·원산시·안변군·고산군·법동군을 포함한 함경남도의 인구 수는 총 443만 3126명이다.

## 행정 구역
행정 구역은 3개 시, 16개 군으로 구성되어 있다. 세부 행정구역은 10개 읍, 119개 면, 2,796개 동·리(洞·里)로 나뉘어 있다. 도청은 함흥시 중앙동1가에 위치하고 있었다.
- 함흥시(咸興市, 도청 소재지)
- 흥남시(興南市)
- 원산시(元山市)
- 함주군(咸州郡)
- 신흥군(新興郡)
- 정평군(定平郡)
- 영흥군(永興郡)
- 고원군(高原郡)
- 문천군(文川郡)
- 안변군(安邊郡)
- 홍원군(洪原郡)
- 북청군(北靑郡)
- 이원군(利原郡)
- 단천군(端川郡)
- 풍산군(豊山郡)
- 장진군(長津郡)
- 삼수군(三水郡)
- 갑산군(甲山郡)
- 혜산군(惠山郡)

## 도지사
현직 함경남도지사는 손양영이다.

## 참고자료
- 《한국민족문화대백과》
- 우진지도문화사, 《최신 북한·중국지도》

## 같이 보기
- 함경남도
- 이북5도위원회